# تشارلز نوبل (سياسي)
تشارلز نوبل هو محامي وسياسي أمريكي، ولد في 4 يوليو 1797 في ويليامزتاون في الولايات المتحدة، وتوفي في 23 ديسمبر 1874. انتخب عضو مجلس نواب ميشيغان ‏.